# Berlínský kongres

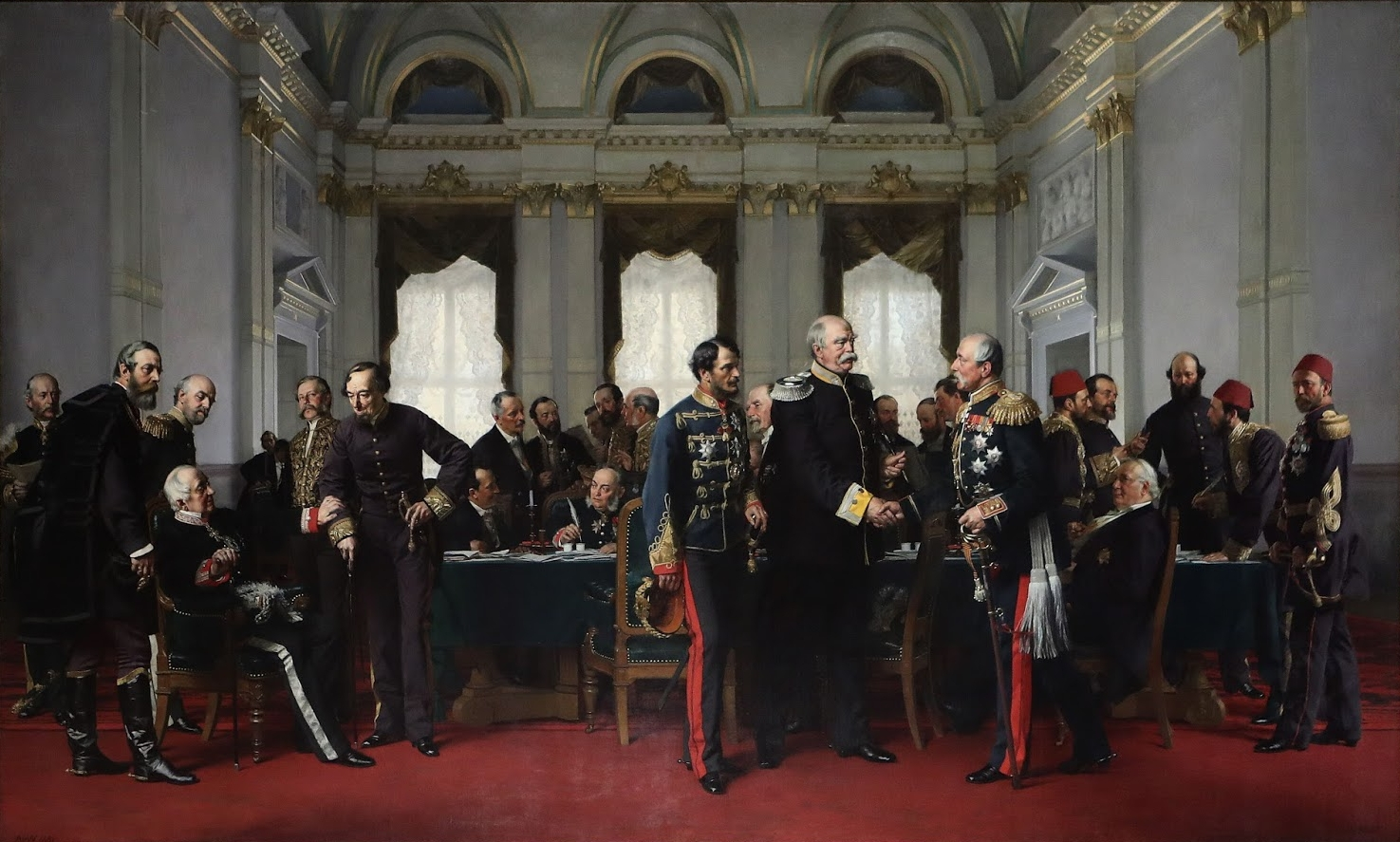
Anton von Werner, Berlínský kongres (1881): Závěrečné setkání říšského kancléřství 13. července 1878, Mohutná postava Otto von Bismarcka ve středu obrazu mezi Andrássym a Šuvalovem. Nalevo Alois Károlyi, ruský kancléř Alexandr Gorčakov a Benjamin Disraeli

Berlínský kongres byl mezinárodním setkáním svolaným k vyřešení Velké východní krize z let 1877–1878.

## Jednání
Schůzka trvala jeden měsíc od 13. června do 13. července 1878. Hlavním cílem byla snaha revidovat Sanstefanskou mírovou smlouvu, která ukončila rusko-tureckou válku. Předsedajícím kongresu byl hostitel Otto von Bismarck, vedle něhož ke stolu zasedli rakousko-uherský ministr zahraničí Gyula Andrássy, ruský kancléř Alexandr Gorčakov, britský ministerský předseda Benjamin Disraeli se svým ministrem zahraničí markýzem Salisburym, dále pak francouzský ministr zahraničí William Waddington a také zástupci Osmanské říše a Itálie.
Jednání byla poměrně komplikovaná. Velká Británie se v obecných otázkách nakonec dokázala dohodnout s Ruskem, což obě velmoci stvrdily Londýnským protokolem z 30. května 1878. Přesto se při pozdějších rozhovorech Rusové snažili zříci svých závazků. Britská diplomacie byla však podporována Rakousko-Uherskem na základě tajné bilaterální dohody z 9. června 1878.

## Závěrečný protokol

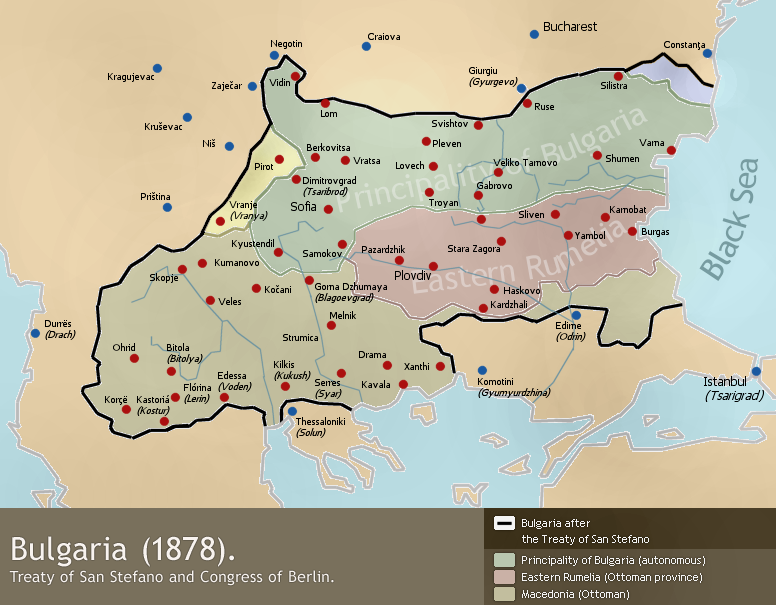
Idea autonomního „Velkého Bulharska“ po Sanstefanském míru byla v Berlíně znemožněna.

Konečná formulace závěrečného protokolu Berlínského kongresu byla považována za ruskou porážku, i když právě Rusové získali mnohem víc, než od samotné války očekávali.
Rusko si mohlo ponechat své asijské zisky a celou Besarábii. Kongres také uznal nezávislost Srbska, Černé Hory a Rumunska, tedy právě těch tří států, které zvětšily své území na úkor Osmanské říše. Podobný teritoriální zisk kongres přiznal i Řecku, ale k naplnění této části protokolu došlo až v roce 1881. Srbské území však bylo zvětšeno jen nepatrně; Srbská delegace měla během jednání především velkou obavu z uznání velkého Bulharska, které by zahrnulo i některé ryze srbské oblasti např. v území Pirotu.
Kardinálním rozdílem závěrečného aktu od Sanstefanské mírové smlouvy byla pasáž, která nepodpořila vznik „Velkého Bulharska“. Bulharské území bylo rozděleno na vlastní Bulharské knížectví na severu, poloautonomní Východní Rumélii, kde byl Turky jmenovaný guvernér, ovšem vyznáním křesťan, a zbylou část jihu přímo spravovalo Turecko. Rakousko-Uhersko získalo možnost legální okupace Bosny a Hercegoviny, kterou v roce 1908 anektovalo, stejnou příležitost získala i Velká Británie vůči Kypru.
I přes menší balkánské roztržky a úpravy hranic v pozdějších letech 1885 a 1897 (sjednocení Bulharska a Východní Rumélie) byl Berlínský kongres jednoznačně stabilizačním momentem evropského kontinentu na dalších 34 let (do Balkánských válek, které už byly předehrou první světové války).